# 杉本英世
杉本 英世（すぎもと ひでよ、1938年2月16日 - ）は、静岡県田方郡小室村（現・伊東市）出身のプロゴルファー。
息子の英樹もプロゴルファー。

## 人物
父は伊東湾から大島の間を漁場としイカ釣りやキンメダイ漁で生計を立てる漁師で、杉本も5歳から海に入り、水の怖さを教えられた後は、魚を銛で突くのが日課になる。中学生の頃にはブダイやイセエビをバケツ一杯に捕ったほか、サザエやアワビも食べて育った。3日置きに風呂の水を汲みに行く仕事もあり、天秤棒に通した2つの水桶を担いで、高低差300mの急斜面を3往復した。当時の子供達の遊び場は川奈ホテルGCであり、杉本も木箱の底に竹で2本そりをつけて、斜面を滑り降りる芝そりを楽しんだ。
中学進学後は川奈でキャディのアルバイトも始め、伊東高校時代は並外れた体格であらゆるスポーツを手掛ける。ソフトボールでは80mもかっ飛ばし、リレー走では5人抜きを演じ、柔道は始めて8ヶ月で黒帯を取得。野球は当時毎日オリオンズの選手兼任監督であった別当薫からプロ入りを勧められるほどであったが、卒業後は川奈ホテルに就職。ホテル業の研修を受けながらプロゴルファーを目指し、玄関のベルボーイ、フロアの清掃係でワックスがけ、客室係でベッドメーキング、夜警の4種類をやらされた一方で、初めて18ホールを回れるようになった。練習はキャディハウスのあった大島コースがもっぱらであったが、富士コースは出勤前の早朝に10番からのハーフのみが許され、川奈で練習していた陳清波から指導を受けた。
1959年に我孫子GCで行われたプロテストに合格し、1962年の第1回アジアサーキットに参戦。フィリピンオープンでは足にまめができて痛い中を初日2打差7位とし、2日目には5打差5位に浮上して、杉本の豪打に現地では「ビッグ・ボーイ」と呼ばれた。3日目には急上昇した中村寅吉に並ばれるが、72と粘ってケル・ネーグル（ オーストラリア）に6打差4位とする。最終日には上位が崩れる中で74と粘って通算4アンダー、逆転優勝した地元のベテランセレスティーノ・トゥゴット（ フィリピン）に5打差4位に食い込み、トゥゴットは「こんな素晴らしいのが日本にいるとは思わなかった」と杉本を評している。マレーシアオープンでは3日目に日本勢最上位の68ながら9アンダー14位と上位との差は開くが、最終日には爆発し、1番で30cmに付けるバーディー発進で、6番では9mのイーグルなど8アンダー66を叩き出した。通算20アンダーで逆転優勝したフランク・フィリップス（オーストラリア）に3打差に迫る4位に入り、杉本は試合後に「12番で1mを外した以外はまったくうまくいった。66で回れるとは夢にも思わなかった」と語り、表彰式では何度も頭を下げた。
1963年の読売国際でダグ・サンダース（ アメリカ合衆国）に次ぐ2位に入ると、同年8月にはオーストラリアのパースへ遠征。カリーニャップ湖ボウルで地元のケル・ネーグルに次ぐ2位と結果を残し、1964年に日本オープンで並み居る強敵に苦戦の末に初優勝を飾る。
1965年から1967年にかけて3年連続でワールドカップ日本代表に選出され、9年ぶり2度目の日本開催となった1966年には個人でジョージ・クヌードソン（ カナダ）に次ぎ、呂良煥（ 中華民国）、ジャック・ニクラス（アメリカ）、アーノルド・パーマー（アメリカ）、ハロルド・ヘニング（ 南アフリカ共和国）、ボブ・チャールズ（ ニュージーランド）、ブルース・デブリン（オーストラリア）、ゲーリー・プレーヤー（南アフリカ）、ロベルト・デ・ビセンツォ（ アルゼンチン）を抑えての2位と健闘。初日に64のコース新で抜け出して首位を走るクヌードソンをニクラス、パーマーらと共に追う形勢になり、最終日に猛追し、クヌードソンとのプレーオフに持ち込んでの2位と意地を見せた。サドンデスのプレーオフ2ホール目のパー3で、杉本は下り4mを外し、クヌードソンは上り3mをきっちり決めて勝負がついたが、杉本は小技だけではなく大技でも負けておらず、外国の一流選手と力で互角以上に渡り合った。団体では河野光隆とペアを組み、ニクラス&パーマー（アメリカ）、ヘニング&プレーヤー（南アフリカ）、陳清波&呂良煥（中華民国）、デブリン&ネーグル（オーストラリア）に次ぎ、フランク・ファウラー&クヌードソン（カナダ）、ビセンツォ&レオポルド・ルイス（アルゼンチン）、ドナルド・スウェレンス&フローリー・ファンドンク（ ベルギー）、バレンティン・バリオス&セバスチャン・ミゲル（ スペイン）、ピーター・アリス&トニー・ジャクリン（ イングランド）を抑えての5位に入った。
1967年にパーマー、プレーヤー、ニクラスが来日して行われたエキシビション『ビッグスリーインジャパン』では、シリーズ前後に日本のトッププロが挑戦する企画で、シリーズ後にパーマーと対戦。杉本とパーマーの対決は注目され、前年のカナダカップではパーマーに飛距離でも小技でも一歩も引けを取らなかった杉本がパーマーとの一対一の対決でどの程度戦えるのかがギャラリーの関心てあった。結果は杉本の圧勝で、71-76とストロークで5打差をつけただけで、ドライバーの飛距離でも遜色はなく、外国の一流プロと力で互角に戦えるプレーヤーの出現に若いゴルファーは勇気づけられた。
1965年のタイランドオープンでは郭吉雄（中華民国）、ディオニシオ・ナダレス（フィリピン）、小野光一・内田繁と共に謝永郁（中華民国）の2位タイ、1966年の香港オープンではフランク・フィリップス（オーストラリア）の2位、1967年のシンガポールオープンではベン・アルダ（フィリピン）の2位に入る。同年にはマスターズ出場も果たすが、同年11月のハワイアンオープンを寝坊による遅刻で失格。日本プロゴルフ協会から国内試合の1年間出場禁止を言い渡されるが、困った杉本はアメリカPGAツアーのプロテストを受けて見事合格し、日本人プロ初のアメリカツアーライセンスを取得。アメリカツアー挑戦の先駆けとなり、単身参戦で英語辞書を片手に1年間全米を駆け巡る。オービル・ムーディ、チチ・ロドリゲス（ プエルトリコ）、リー・トレビノが行動を手助けし、17試合に出場して9試合で予選通過。テネシーオープンでボビー・グリーンウッドの2位に食い込み、『ビッグ・スギ』の愛称が付いた。北海道勇払郡むかわ町にはその愛称を冠し、杉本自身がコース監修を行った「ビッグスギゴルフ倶楽部」があったが、2018年9月の北海道胆振東部地震でコース全体が被害を受け、その改修費用の確保が難しいとして2019年5月末をもって閉鎖されることになった。同年はマスターズ2年連続出場、全米オープン初出場を果たし、チルドレンズナショナルホスピタルプロアマでは4位タイに入る。
1969年、1970年、1973年には全日本プロダブルスを第1回優勝と連覇を含む3勝しており、全て弟子の村上とのペアであった。
帰国した1969年には5年ぶり2度目の日本オープンを始め、年間7勝と当時としては驚異的な記録を残す。台湾オープンでは最終日、首位に並んだ地元の郭吉雄、許渓山と激戦を展開。6バーディー、5ボギーの出入りの激しいゴルフになったが、通算4アンダーで許とのプレーオフに突入。1ホール目でボギーにした許を振り切って、アジアサーキット初制覇。日本オープンは大乱戦を切り抜け、
コースレコードで逆転優勝。ロレックストーナメントでは石井朝夫とのプレーオフを制した。
5年ぶり2度目の出場を果たした日本シリーズは初日に安田春雄と並んで2アンダーの首位となり、2日目は75と崩れて3位に後退したが、舞台をホームコースの東京よみうりCCに移して挽回。3日目69をマークしてトップに返り咲き、2位の安田と内田に1打リード。激しい雨となった最終日はこの3人とも76に終わり辛くも逃げ切り、優勝スコアの1オーバー291は大会史上唯一のオーバーパーとなった。なお、この年から各日にベストスコア賞（5万円）が制定された。
1960年代後半には細石憲二が日本の唯一のライバルと見なされ、ピーター・トムソンも細石と杉本を日本で最高のゴルファーと見なしていた。同時代に活躍した河野高明、安田と共に「和製ビッグ3」とも称された。
1972年のフィリピンオープンでは、最終日は今井昌雪・謝永に1打差3位でスタートし、15番のバーディーで後半崩れた謝を突き放して、通算2アンダーで優勝を飾った  。同年のサーキット日本勢3連勝の口火を切る立役者になったが、国内では1970年の全日本トッププロ招待以来勝ち星がなく、「和製ビッグ3も一角が崩れ始めている」とまで言われていた。
ここ数年は好調と言われていない中、1973年のマレーシアオープンでは初日に68をマークして首位タイでスタートし、2日目も69と伸ばすと、通算7アンダーで単独首位に立つ。3日目には3年目の山本善隆と共に68で回り、1打差のまま最終日に入った。最終日は前半に2つスコアを伸ばして首位をキープしグラハム・マーシュ（オーストラリア）に5打差付けるが、後半にはマーシュが10、12、14番のバーディーで2打差にするなど追い上げを見せた。15番パー5での杉本のボギーで1打差となって最終ホールを迎えたが、ラフに入れたマーシュがボギーを叩き、72にまとめた杉本が通算11アンダーでマーシュに2打差を付けて優勝。杉本はサーキット3勝目を挙げたほか、日本勢の同大会3連覇の達成になり、3位には山本が入る 。
1973年には有名プロと北陸3県のアマチュア選手ら60名が参加した北陸で初めてのビッグゲーム「北陸クラシック」で呂に1打差の2位に入り、第1回サントリーオープンでは尾崎将司・村上を振り切り優勝。
1978年の産報クラシックでは2日目に68、3日目には69と2日連続60台をマークして山本・新井規矩雄・菊地勝司と並んでの4位タイに着け、初めての晴天となった最終日には通算14アンダーでツアー初優勝の弟子である上原宏一を祝福している。広島オープンでは初日に5アンダー67で小林富士夫の2位でスタートし、2日目には69で金井清一と並んでの2位タイ、3日目には3日間連続60台の67で再び単独2位に着ける。最終日には11番で首位の尾崎将に並び、13番で一度逆転したが、最終ホールで2mを外す痛恨のボギーとなり、15アンダーの273でプレーオフに持ち込まれる。プレーオフでは18番のパットでしびれて自滅の形となり、尾崎将の逃げ切りを許す2位 に終わった。
1980年の山梨プロアマでは初日を菊地勝司・須貝昇・鷹巣南雄と並んでの5位タイでスタートし、最終日には中村稔・鷹巣と並んでの2位タイに入った。
1981年の富山県オープンでは初日に中村忠夫・関水利晃・内田を抑えて首位に立ち 、最終日は松井利樹の5位タイで終えた 。
1982年の関東オープンでは尾崎・羽川豊・磯崎功・小林富士夫に次ぐと同時に吉武恵治・菊地勝司・中嶋常幸と並んでの5位タイに入り、1985年のサントリーオープンを最後にレギュラーツアーから引退。
第一線を退いてからもコース設計やトーナメントの解説、レッスン番組など幅広く活躍。旺盛な研究心からゴルフ界きっての理論家としても知られ、数多くの優れた解説書を執筆したほか、ゴルフ技術の向上に貢献すると共に後進の指導育成にも力を注いだ。1997年から1999年3月まで日本プロゴルフ協会副会長の要職を務め、2015年12月14日、第4回日本プロゴルフ殿堂のレジェンド部門で殿堂入り。

## 主な優勝

### レギュラー
- 1964年 - 日本オープン、読売国際オープン
- 1965年 - グランドモナーク
- 1966年 - 関東プロ、ゴールデンマッチ、下関オープン
- 1969年 - 日本オープン、全日本ダブルス（村上とのペア）、日本シリーズ、愛鷹オープン、ロレックストーナメント、ゴールデンマッチ
- 1970年 - 全日本ダブルス（村上とのペア）、全日本トッププロ招待
- 1973年 - 全日本ダブルス（村上とのペア）、サントリーオープン
- 1978年 - 東武プロアマ

### 海外
- 1969年 - 台湾オープン
- 1972年 - フィリピンオープン
- 1973年 - マレーシアオープン

## 主な設計コース
- 1974年（昭和49年）
  - 「富士ロイヤルカントリークラブ」山梨県南巨摩郡南部町[51]
  - 「郡山ゴルフ倶楽部」福島県郡山市三穂田町
- 1975年（昭和50年）
  - 「スウェーデンヒルズゴルフ倶楽部」北海道石狩郡当別町[52]
- 1976年（昭和51年）
  - 「千成ゴルフクラブ」栃木県大田原市大神
  - 「わかさカントリー倶楽部」福井県三方上中郡若狭町[53]
- 1977年（昭和52年）
  - 「メナードカントリークラブ・青山コース」三重県伊賀市霧生[54]
  - 「ムロウ36ゴルフクラブ」奈良県宇陀市室生向渕[55]
  - 「大宝塚ゴルフクラブ」兵庫県宝塚市切畑字長尾山[56]
- 1982年（昭和57年）
  - 「千代田カントリークラブ」茨城県かすみがうら市上佐谷
- 1985年（昭和60年）
  - 「グランドスラムカントリークラブ」茨城県常陸太田市田渡町
  - 「いわむらカントリークラブ」岐阜県恵那市岩村町[57]
- 1988年（昭和63年）
  - 「中条ゴルフ倶楽部」新潟県胎内市村松浜[58]
- 1989年（平成元年）
  - 「パーシモンカントリークラブ」福島県伊達市霊山町[59]
  - 「鳳琳カントリー倶楽部」千葉県市原市小草畑[60]
  - 「愛野カントリー倶楽部」長崎県雲仙市愛野[61]
- 1991年（平成3年）
  - 「ナガシマカントリークラブ」三重県桑名市長島町[62]
- 1992年（平成4年）
  - 「札幌リッチヒルカントリークラブ」 (1999年（平成11年）閉鎖)北海道樺戸郡月形町
- 1994年（平成6年）
  - 「熊本クラウンゴルフ倶楽部」熊本県球磨郡あさぎり町[63]
- 1995年（平成7年）
  - 「能代カントリークラブ」秋田県山本郡八峰町[64]
- 1996年（平成8年）
  - 「下館ゴルフ倶楽部」茨城県筑西市茂田[65]
- 1997年（平成9年）
  - 「みとゴルフ倶楽部」愛知県豊川市御津町[66]
  - 「浮羽カントリークラブ」福岡県うきは市浮羽町[67]
- 1998年（平成10年）
  - 「龍の舞ビッグスギゴルフ倶楽部」（2019年（令和元年）閉鎖）北海道勇払郡むかわ町
- 1999年（平成11年）
  - 「龍の舞ゴルフクラブ」（2015年（平成27年）閉鎖）福島県白河市表郷
- 2003年（平成15年）
  - 「アラン・チャールズゴルフアンドリゾート岡山」（2011年（平成23年）閉鎖）岡山県美作市

## 出演番組
現在
- 杉本英世のゴルフクリニック（FMとやま）

過去
- ビッグスギのSTEP UPゴルフ（テレビ埼玉）